# Luca Rossetti
Luca Rossetti (ur. 24 marca 1976 w Pordenone) – włoski kierowca rajdowy. Ma za sobą starty w mistrzostwach świata i Intercontinental Rally Challenge. Trzykrotnie w swojej karierze zostawał mistrzem Europy.

## Życiorys
Swoją rajdową karierę Rossetti rozpoczął w 1998 roku. W styczniu 2004 roku zadebiutował w mistrzostwach świata. Pilotowany przez Dario D'Esposito i jadący Citroënem Saxo VTS S1600 zajął wówczas 13. miejsce w Rajdzie Monte Carlo. W tym samym roku startował również w Rajdzie Finlandii, w którym zajął 29. pozycję. W sezonie 2005 wystartował w czterech rajdach mistrzostw świata.
Od początku swojej kariery Rossetti startuje również w mistrzostwach Włoch. Od 2001 roku bierze udział w rajdach mistrzostw Europy, a od 2006 - w Intercontinental Rally Challenge. W 2005 roku został mistrzem Włoch w grupie N, a w 2006 roku był wicemistrzem kraju w klasie S1600. W 2007 roku odniósł dwa zwycięstwa w Intercontinental Rally Challenge - wygrał Rajd Ypres i Rajd San Remo. W tym samym roku został wicemistrzem Włoch.
W 2008 roku Rossetti zajął 4. miejsce w IRC. W tamtym sezonie wygrał Rajd Stambułu i Rajd Portugalii. W 2008 roku osiągnął także dwa inne sukcesy - wywalczył mistrzostwo Włoch i mistrzostwo Europy. W ramach mistrzostw Europy zwyciężył w: Rajdzie Stambułu, Rajdzie 1000 Miglia i Rajdzie Ypres. W 2010 roku po raz drugi został mistrzem Europy. Wygrał: Rajd 1000 Miglia, Rajd Chorwacji, Rajd Bosforu i Rajd Valais. Z kolei w 2011 roku, dzięki zwycięstwom w Rajdzie 1000 Miglia, Rajdzie Chorwacji, Rajdzie Bułgarii, Rajdzie Madery i Rajdzie Antibes po raz trzeci został rajdowym mistrzem Europy.

## Występy w rajdach WRC
| Sezon | Zespół        | Samochód                                                             | 1  | 2       | 3      | 4             | 5      | 6      | 7      | 8         | 9         | 10     | 11      | 12              | 13      | 14      | 15        | 16        | Punkty | Miejsce |
| ----- | ------------- | -------------------------------------------------------------------- | -- | ------- | ------ | ------------- | ------ | ------ | ------ | --------- | --------- | ------ | ------- | --------------- | ------- | ------- | --------- | --------- | ------ | ------- |
| 2004  | Luca Rossetti | Citroën Saxo VTS S1600                                               | 13 | Szwecja | Meksyk | Nowa Zelandia | Cypr   | Grecja | Turcja | Argentyna | 29        | Niemcy | Japonia | Wielka Brytania | Włochy  | Francja | Hiszpania | Australia | 0      | -       |
| 2005  | Luca Rossetti | Peugeot 206 WRC Mitsubishi Lancer Evo VII Mitsubishi Lancer Evo VIII | NU | 35      | Meksyk | Nowa Zelandia | Włochy | Cypr   | Turcja | Grecja    | Argentyna | 26     | Niemcy  | NU              | Japonia | Francja | Hiszpania | Australia | 0      | -       |

## Występy w rajdach IRC
| Sezon | Zespół           | Samochód                       | 1      | 2     | 3     | 4     | 5     | 6     | 7      | 8      | 9     | 10    | 11  | 12  | 13 | Punkty | Miejsce |
| ----- | ---------------- | ------------------------------ | ------ | ----- | ----- | ----- | ----- | ----- | ------ | ------ | ----- | ----- | --- | --- | -- | ------ | ------- |
| 2006  | Racing Lions SRL | Peugeot 207 S2000              | RPA    | YPR   | MAD   | SAN 8 |       |       |        |        |       |       |     |     |    | 1      | 27.     |
| 2007  | Racing Lions SRL | Peugeot 207 S2000              | SAF    | TUR   | YPR 1 | ROS   | MAD   | BAR   | SAN 1  | VAL    | CHI   |       |     |     |    | 20     | 4.      |
| 2008  | Racing Lions SRL | Peugeot 207 S2000              | STA 1  | POR 1 | YPR 3 | ROS   | MAD 5 | BAR 7 | AST    | SAN 3  | VAL 3 | CHI   |     |     |    | 44     | 4.      |
| 2009  | Abarth & Co. SpA | Fiat Grande Punto Abarth S2000 | MON NU | KUR   | SAF   | AZO   | YPR   | ROS   | MAD NU | BAR 10 | AST   | SAN 2 | SZK |     |    | 8      | 11.     |
| 2010  | Abarth & Co. SpA | Fiat Grande Punto Abarth S2000 | MON    | KUR   | ARG   | KAN   | SAR   | YPR   | AZO    | MAD NU | BAR   | SAN 5 | SZK | CYP |    | 4      | 22.     |
| 2011  | Abarth & Co. SpA | Fiat Grande Punto Abarth S2000 | MON    | KAN   | KOR   | JAŁ   | YPR 7 | AZO   | BAR    | MEC    | SAN   | SZK   | CYP |     |    | 29     | 6.      |